# Lewis Dunk
Lewis Dunk (Brighton, 21 de novembro de 1991) é um futebolista profissional inglês que atua como zagueiro. Atualmente joga no Brighton & Hove Albion.

## Carreira
Lewis Dunk começou a carreira no Brighton & Hove Albion.